# Иммиграция в США
Иммиграция в США — въезд (иммиграция) населения из стран (государств) мира на территорию современных Соединённых Штатов Америки, на временное или постоянное проживание.
Иммиграция в США (Соединённые Штаты) являлась и является основным источником роста населения и культурных изменений на протяжении большей части истории США. Экономические, социальные и политические аспекты иммиграции вызвали споры в отношении этнической, экономической выгоды, рабочие места для не-иммигрантов, населенных пунктов, воздействие на восходящую социальную мобильность, преступность и его поведение при голосовании. С либерализацией иммиграционной политики в 1965 году число иммигрантов первого поколения, живущих в Соединенных Штатах, увеличилось в четыре раза: с 9,6 млн в 1970 году до примерно 38 млн в 2007 году. 1 046 539 человек прошли натурализацию граждан США в 2008 году. С 2000 по 17 марта 2011 год в США приехало около 14 млн иммигрантов. В 2006 году Соединенные Штаты принимали больше легальных иммигрантов в качестве постоянных жителей, чем все другие страны мира вместе взятые.
Если в конце XIX века 84,9 % иммигрантов были выходцами из Европы, то к 1990 году их доля снизилась до 22 %, а доля иммигрантов из Азии и Латинской Америки выросла с 2,5 % до 67,7 %.
Структура мигрантов в США имеет следующий вид: из 38,1 миллионов родившихся в иных государствах, но проживающих на территории США (не считая родившихся у граждан США),  34 % получили гражданство США, 32 % постоянно проживали на территории США на законных основаниях, 3 % временно проживали на территории США на законных основаниях, а 31 % находился в стране нелегально (в свою очередь из нелегальных мигрантов 45 % законно въехали в США, но не покинули их своевременно). В среднем ежегодно в США прибывает 770 тысяч нелегальных мигрантов.
В настоящее время ведущие страны по иммиграции в эту страну — Мексика, Индия и Филиппины. Также быстро растёт доля мигрантов из Китая.
Хотя приток новых жителей из разных культур представляет некоторые проблемы, президент США Билл Клинтон в 1998 году сказал: «Соединенные Штаты всегда были под напряжением его иммигрантов… Америка постоянно набирает силу и дух от идущих волна за волной иммигрантов». Воссоединение семей составляет примерно 2/3 легальной иммиграции в США ежегодно.
Также, один из быстрых способов получения гражданства США — это служба в армии США. Но для этого у кандидата на службу должна быть грин-карта, то есть он должен уже быть иммигрантом. Служба в армии дает право на ускоренное получение гражданства: через 1 год службы в общем случае, либо без ценза (то есть на следующий день) в случае службы в зоне боевых действий. Служить могут как мужчины, так и женщины.
Участились случаи получения грин-карт и затем гражданства США и через различные визы. За 2000-е годы было выдано около 33 млн грин-карт. Например, виза L-1, которая является самым быстрым способом получить грин-карту, является одной из тех виз. L-1 выдаётся учредителям и менеджерам иностранных компании Fisse желают открыть филиал своего бизнеса в США. После года работы филиала компании в США, учредители и менеджеры, и их семьи, получают постоянное место жительства. Ранее, только крупные компании могли себе это позволить, но последние годы, Америка стала приветствовать средние и малые бизнесы, причём процент отказа на получение этой визы составлял всего около 18 % с 2010.
В 2015 году, на саммите «SelectUSA» Президент США Барак Обама заявил о дальнейшем облегчении процедуры получения виз L-1. Это означает, что теперь получить визу L-1 намного легче, чем раньше. Данная инициатива может увеличить поток иммиграции в США.

## История
Можно разделить историю американской иммиграции на четыре эпохи: колониальный период, в середине XIX века, на рубеже XX века и после 1965 года. Каждая эпоха принесла различные национальные группы, расы и этнические группы в структуру населения Соединённых Штатов. Миграционное законодательство США также знало как периоды либерализации, когда въехать в Штаты и получить гражданство было сравнительно легко, так и периоды ужесточения, когда натурализация была затруднена. В середине девятнадцатого столетия приток главным образом был из Северной Европы, в начале двадцатого века — в основном из Южной и Восточной Европы, после 1965 года в основном из Латинской Америки и Азии.

### Колониальный период
В XVII веке, примерно 175 тыс. англичан иммигрировали в колониальную Америку. Более половины всех европейских иммигрантов в колониальную Америку во время XVII и XVIII веков прибыли как слуги.

### 1790—1870-е годы
В первые годы после получения независимости США получить американское гражданство мигрант мог сравнительно легко — например, в Пенсильвании в 1790 году было установлено, что для этого надо было прожить на американской земле два года и шесть месяцев платить налоги. Но произошла Великая французская революция, сопровождавшаяся массовой миграцией из Франции, которая заставила власти США серьёзно подойти к разработке ограничительного миграционного законодательства и ужесточить правила получения американского гражданства. В 1795 году Конгресс США принял закон, который устанавливал общие требования к получению гражданства: натурализация проходила отныне не на уровне штата, а на федеральном уровне, от будущего гражданина требовалось отказаться от титулов, проживать в США не менее 5 лет (из них на территории одного штата не менее 1 года). В 1798 году срок проживания в США для получения гражданства был увеличен до 14 лет. В том же году был принят федеральный Закон об иностранцах, который разрешил президенту США депортировать любого иностранца, представляющего угрозу для Штатов (вскоре был отменен).
До 1819 года, бо́льшая часть иммигрантов не могла оплатить проезд через атлантику и заключала договор с перевозчиками: транспортные компании продавали прибывших как «независимую прислугу», по сути — временное рабство. По прибытии корабля иммигранты выставлялись на публичную продажу. В 1819 году был принят закон смягчающий эту практику.
В XIX веке были введены требования к судам, доставляющим иммигрантов в США: в 1847 году установлен максимальный тоннаж для таких кораблей, в 1855 году — минимальный метраж на каждого пассажира. В 1868 году поправка к Конституции США дала право получения гражданства всем лицам, рождённым на территории США, а в 1870 году право натурализации получили выходцы из Африки (однако все другие «не белые» этого права не получили). В 1875 году Решение Верховного суда США «Хендерсон против мэра Нью-Йорка» окончательно передало все вопросы, связанные с миграционным законодательством на федеральный уровень; вскоре был введен федеральный налог с каждого въезжающего в Штаты (0,5 $; к 1892 году — 1,5 $). В 1882 году решением по делу «США против Вонг Ким Арка» Верховный суд США подтвердил, что лица, родившиеся на американской территории, автоматически становятся американскими гражданами.

### 1880—1930-е годы
С 1880-х годов был принят ряд нормативных актов, ограничивающих иммиграцию в США. В 1882 году Закон об исключении китайцев запретил въезд в США китайским рабочим, в 1891 году Закон об иммиграции запретил въезд в страну преступников, проституток, многоженцев, инфекционных больных, а также лиц, которые не доказали, что смогут прокормить себя. В 1903 году законом был запрещен въезд в страну анархистов, а также эпилептиков. В 1917 году была полностью запрещена иммиграция из «ограниченной азиатской зоны» (60° восточной долготы, 165° западной долготы, 26° южной широты), а также въезд членов организаций, борющихся с законными правительствами.
Сопротивление иммиграции в конце XIX века активизировалось на уровне части американской общественности, не желавшей, чтобы иностранные рабочие, получавшие более низкую заработную плату, занимали места американских граждан. В 1894 году в Гарварде была создана Лига за ограничение иммиграции. Её возглавил депутат от штата Массачусетс Г. К. Лодж, который активно продвигал идею ограничения иммиграции путем введения разработанного им ценза грамотности. При помощи ученых Лодж разработал специальный тест для определения грамотности мигранта. Законопроект об этом Лодж вносил пять раз (в 1895, 1897, 1913, 1915 и 1917 годах) — его все пять раз принимала Палата представителей Конгресса США и четыре раза утверждал Сенат, но неизменно ветировали президенты США. В 1917 году президентское вето было преодолено и законопроект стал законом.
После Первой мировой войны политика ограничения миграции и натурализации была продолжена. В 1921 году вступил в силу Закон о квотах, которых разрешал въезд в США не более 357 803 мигрантов ежегодно (он не касался политиков, дипломатов, а также высококвалифицированных специалистов) Этот закон также ввел квоты по этническому признаку, установив, что в США могут въехать не более 3 % от числа лиц той же национальности, которые проживали на территории США на момент переписи 1910 года. В 1922—1923 годах Верховный суд США запретил натурализацию в США сначала японцам (как не являющимися белыми), а затем индийцам, уточнив, что белым является человек «белый в общепринятом, а не научном смысле». В 1924 году иммиграционное законодательство было ужесточено — национальная квота снижена до 2 % (причём за основу расчетов были взяты показатели переписи 1890 года), а максимальное число иммигрантов сокращено до 164 667 человек в год. Закон 1924 года также уточнил, что под эту квоту не попадают жены и несовершеннолетние дети иммигрантов, а также выдающиеся ученые и религиозные деятели. В условиях Великой депрессии жесткое миграционное законодательство сохранялось.

### 1940—1980-е годы
За 1940—1980-е годы число иммигрантов из Латинской Америки увеличилось более чем в 27 раз, а из Азии в 88 раз. В 1940 году был принят Закон о регистрации иностранцев, который обязал всех совершеннолетних иностранцев зарегистрироваться, указав в анкете свои политические взгляды и место работы. Смягчение миграционного законодательства произошло уже в 1943 году, когда был принят Закон о привлечении брасеро, предусматривавший выделение южным штатам 26 млн $ для размещения и обустройства мексиканских трудовых мигрантов. В то же время Закон Магнусона разрешил китайцам получать американское гражданство, а американцам привозить в Штаты своих китайских жен сверх квот. В 1945 году Закон о военных женах разрешал въехать в США супругам и детям американских военнослужащих вне квот, а в 1946 году Закон о военных невестах разрешил въехать неженатым (незамужним) партнерам американских солдат с обязательством вступить в брак с американцем в течение 3-х месяцев (в противном случае — депортация). Первое время после окончания Второй мировой войны США крайне неохотно принимали беженцев, не выделяя для них никаких квот. Например, за 1946 год в США въехали около 5 тыс. беженцев. После начала Холодной войны отношение к политическим беженцам изменилось и было принято законодательство о них. В 1948 году Государственный департамент США принял акт Фергюссона-Стэйтона, разрешивший въезд в Штаты 341 тыс. беженцев, которые могли предъявить поручительство американского гражданина (или группы граждан США) о том, что по прибытии им будут предоставлены жильё и работа, но «без нанесения ущерба кому-либо из американских граждан».
В послевоенный период миграционное законодательство начало вновь ужесточаться. В 1952 году был принят закон Маккарена — Уолтера (для этого пришлось даже преодолеть вето президента Г. Трумэна), в рамках национальных квот дал преференции высококвалифицированным специалистам и родственникам американских граждан. Согласно этому закону 50 % квоты, установленной для каждой страны, отдавалось высококвалифицированным специалистам, а ещё 30 % — ближайшим родственникам американских граждан (родителям, супругам и детям), для Восточного полушария квота была установлена в 154 657 человек в год. Закон Маккарена-Уолтера установил критерии получения американского гражданства, которые действуют до настоящего времени:
- возраст — не менее 18 лет;
- постоянное место жительства, приобретенное не ранее чем за 5 лет до обращения за гражданством;
- законное постоянное пребывание в штате, где подано заявление не менее 3 месяцев;
- высокие моральные качества;
- «преданность Конституции США, лояльное отношение к существующему строю и желание процветания США»;
- владение английским языком;
- знание истории США, понимание принципов государственного устройства страны.

Закон Маккарена-Уолтера также запретил иммиграцию всех членов коммунистических партий, а также тех, кто пропагандировал социалистические доктрины.
Новая либерализация миграционного законодательства началась с 1965 года, когда был принят Закон "О внесении изменений в Закон «Об иммиграции и национальности». Он установил расширенные квоты на въезд в США (170 тыс. для Восточного полушария, 120 тыс. для Западного), которые распределялись в следующей пропорции:
- 20 % — дети граждан США, не состоящие в браке;
- 20 % (плюс неиспользованные визы первой категории) — супруги и холостые дети граждан, получивших разрешение на постоянное пребывание в США;
- 10 % (и неиспользованные визы предыдущими категориями) — высококвалифицированные специалисты;
- 10 % (и неиспользованные визы предыдущими категориями) — дети граждан США, состоящие в браке;
- 24 % (и неиспользованные визы предыдущими категориями) — братья и сестры граждан США;
- 10 % (и неиспользованные визы предыдущими категориями) — квалифицированные рабочие для отраслей, которые нуждаются в рабочей силе;
- 6 % — беженцы.

В 1980 году был принят Закон о беженцах, которые привел американские правовые нормы в соответствие с международным правом и ввел понятие «убежище». 
Закон 1986 года дал амнистию нелегальным иммигрантам, прибывшим в Штаты до 31 декабря 1981 года, которые не совершили правонарушений, признали вину и уплатили штраф — они могли получить при условии сдачи экзаменов по английскому языку и истории США статус временно проживающих в США иностранцев. Лицо с таким статусом через два года, если оно имело постоянное место работы и платило налоги, могло получить статус постоянного жителя, а затем только гражданство США.

### После Холодной войны
В связи с завершением Холодной войны возникла необходимость создания нового иммиграционного законодательства. В 1990 году был принят новый Закон об иммиграции, который установил следующие категории лиц, имеющие право на получение иммиграционного статуса:
- на основании родства;
- на основании трудоустройства;
- по программе «Визы для иммигрантов различных национальностей» — «грин-карта» для граждан стран, откуда с 1965 года прибывало наименьшее количество иммигрантов (55 тыс.).

Вторая категория (трудовые мигранты) в свою очередь делилась на следующие группы:
- приоритетные кадры (28,6 %) — ученые и профессора, а также лица, получившие всемирное признание;
- высококвалифицированные кадры (28,6 %);
- квалифицированные кадры (28,6 % но не более 10 тыс. человек), лица с дипломами бакалавра и ниже, но являющиеся профессионалами в своей области;
- кадры, работавшие в религиозных организациях, а также занятые в американских предприятиях и в работе миссии США в Гонконге (не более 10 тыс. человек; категория упразднена в 2002 году);
- лица, вложившие более 1 млн $ в предприятие или бизнес, дающий прибыль американской казне, и приведшие к трудоустройству как минимум десяти граждан США (не более 10 тыс. человек).

На 1992—1994 годы этот Закон установил квоту по всем трем категориям в 700 тыс. человек, а с 1995 года — 675 тыс. человек. Закон 1990 года не регулировал въезд беженцев, для которых была установлена квота в 125 тыс. человек в год.
Кроме того, было введено понятие страны, где произошло бедствие, приведшее к существенным, но временным ухудшениям жизненных условий. Лица, покинувшие эти страны (перечень таких государств определял один из министров США — сначала юстиции, а с 2002 года национальной безопасности) могли получить статус временной защиты на срок от 6 до 18 месяцев (с правом продления), причём иностранец получивший этот статус на период его действия не мог быть депортирован и не имел права покинуть США. Обычно такой статус давали гражданам стран, где шла война. Его получали граждане Кувейта (1991), Ливана (1991), Сомали (1991), Боснии и Герцеговины (1992), Руанды (1994), Бурунди (1997), Сьерра-Леоне (1997), Судана (1997), Югославии (1998), Анголы (2000), Гаити (2010) и других государств. Кроме того, Президент США может предоставить похожий статус «вынужденного отъезда». Например, статус вынужденного отъезда получили в 2007 году граждане Либерии. Кроме того, Закон 1990 года также разрешил иммигранту, которому было ранее отказано в предоставлении гражданства США, вновь подавать на натурализацию, а также предоставил право филиппинским ветеранам Второй мировой войны получить американское гражданство. Однако Закон 1990 года по-прежнему установил запрет на въезд в США членам тоталитарной партии (кроме тех, кто записан в неё автоматически и тех, кто прекратил в ней состоять не позднее, чем за 2 года до подачи заявления). Закон 1990 года также уточнил порядок депортации для лиц, заключивших фиктивный брак с американским гражданином. Либерализация въезда в США в начале 1990-х годов была продолжена целым рядом законов. В 1991 году вышел Закон о регулировании иммиграции военнослужащих, который давал право на вид на жительство в США лицам, имеющим 12 и более лет службы в американской армии (при особых отметках за безупречную службу — меньший срок), а также их женам (мужьям) и детям. В 1992 году Закон о защите китайских студентов разрешил гражданам КНР, находившимся в США по студенческой визе в период с июня 1989 года по апрель 1990 года запросить статус постоянного пребывания. Также был издан действовавший до 1996 года Закон об иммиграции советских ученых, устанавливающий квоту в 750 человек, для ученых СССР, имевших опыт работы в сфере высоких технологий.
Относительно либеральное миграционное законодательство начала 1990-х годов начало ужесточаться уже в 1996 году. В этом году были приняты три закона, которые запрещали новым иммигрантам получать пенсии по достижении возраста 65 лет, запрещали апелляцию на решение Службы иммиграции и натурализации о недопущении иностранца на территорию США, увеличили плату за оформление визы, ввели сроки лишения права на въезд в США для лиц, которые незаконно пребывают на территории США (в зависимости от срока нелегального пребывания период лишения составлял от 3 лет до 10 лет). Правда в конце 1990-х годов был принят ряд мер по смягчению миграционного законодательства — разрешено работать детям, невестам и женихам граждан США в период рассмотрения их заявки на предоставление гражданства.
В 2010-е годы при президенте Бараке Обаме власти США стали уменьшать ежегодную квоту на прием беженцев. В 2016 году в США прибыли около 85 тысяч беженцев и вновь был открыт центр заключения для несовершеннолетних нелегальных мигрантов в Хомстеде, Флорида (на 3,2 тысячи человек). В дальнейшем квоты на прием беженцев ежегодно снижались. На 2018 год была установлена квота на прием беженцев в 45 тысяч человек, на 2019 год квота составила уже 30 тысяч человек.

## Количество легальных мигрантов в США
Число легально прибывших в США мигрантов составило по десятилетиям:
| Годы                      | 1831— 1840 | 1841— 1850 | 1851— 1860 | 1861— 1870 | 1871— 1880 | 1881— 1890 | 1891— 1900 | 1901— 1910 | 1911— 1920 | 1921— 1930 | 1931— 1940 | 1941— 1950 | 1951— 1960 | 1961— 1970 | 1971— 1980 | 1981— 1990 | 1991— 2000 | 2001— 2010 |
| Число мигрантов, млн чел. | 0,6        | 1,7        | 2,5        | 2,3        | 2,8        | 5,2        | 3,6        | 8,7        | 5,7        | 4,1        | 0,5        | 1,0        | 2,5        | 3,3        | 4,5        | 7,3        | 9,1        | 10,5       |

Таким образом, миграция в США имела два пика: в 1880-е — 1920-е годы и с 1980-х годов. 
В 1930—1940-е годы число мигрантов в США было невелико.

## Нелегальная иммиграция
Закон 1986 года дал амнистию нелегальным иммигрантам, прибывшим в США до 31 декабря 1981 года, которые не совершили правонарушений, признали вину и уплатили штраф — они могли получить, при условии сдачи экзаменов по английскому языку и истории США, статус временно проживающих в США иностранцев.
Относительно либеральное миграционное законодательство начала 1990-х годов начало ужесточаться уже в 1996 году. В этом году были приняты три закона, которые запрещали новым иммигрантам получать пенсии по достижении возраста 65 лет, запрещали апелляцию на решение Службы иммиграции и натурализации о недопущении иностранца на территорию США, увеличили плату за оформление визы, ввели сроки лишения права на въезд в США для лиц, которые незаконно пребывают на территории США (в зависимости от срока нелегального пребывания период лишения составлял от 3 лет до 10 лет).
В середине 2000-х структура мигрантов в США имеет следующий вид: из 38,1 миллионов родившихся в иных государствах, но проживающих на территории США (не считая родившихся у граждан США), 34 % получили гражданство США, 32 % постоянно проживали на территории США на законных основаниях, 3 % временно проживали на территории США на законных основаниях, а 31 % находился в стране нелегально (в свою очередь из нелегальных мигрантов 45 % законно въехали в США, но не покинули их своевременно). 
В среднем 770 тысяч иммигрантов в год прибывают в США нелегально
Депортация из США
Число депортированных из США лиц составило:
| Год  | Число депортированных, тыс. чел. | В том числе преступников, тыс. чел. |
| ---- | -------------------------------- | ----------------------------------- |
| 1990 | 30                               | 10                                  |
| 1995 | 51                               | 21                                  |
| 2001 | 189                              | 73                                  |
| 2002 | 165                              | 73                                  |
| 2003 | 211                              | 84                                  |
| 2004 | 241                              | 92                                  |
| 2005 | 246                              | 92                                  |
| 2006 | 281                              | 98                                  |
| 2007 | 319                              | 102                                 |
| 2008 | 360                              | 105                                 |
| 2009 | 392                              | 132                                 |
| 2010 | 382                              | 170                                 |
| 2011 | 387                              | 189                                 |
| 2012 | 418                              | 200                                 |
| 2013 | 438                              | 198                                 |

В Соединенных Штатах муниципальная политика включает в себя запрет полиции или городским служащим расспрашивать людей об их иммиграционном статусе и отказ в удовлетворении запросов национальных иммиграционных властей о задержании людей после истечения срока их освобождения, если они были заключены в тюрьму за нарушение местного законодательства. Такая политика может быть прямо закреплена в законе (де-юре) или соблюдаться на практике (де-факто), но термин «город-убежище» не имеет точного юридического определения.
Движение за создание городов-убежищ в Соединённых Штатах началось в начале 1980-х годов. Истоки этого движения восходят к религиозной философии, а также к истории движений сопротивления предполагаемой несправедливости со стороны государства. Движение за создание городов-убежищ возникло в 1980-х годах в ответ на отказ правительства США предоставить убежище некоторым беженцам из Центральной Америки. Эти просители убежища прибывали из таких политически нестабильных стран Центральной Америки, как Сальвадор и Гватемала. Более 75 000 сальвадорцев и 200 000 гватемальцев были убиты в ходе гражданских войн.
Религиозные группы на юго-западе США изначально стояли у истоков движения 1980-х годов. В марте 1982 года восемь церквей публично заявили о том, что они являются убежищами. Джон Файф, священник и лидер движения, в знаменитом письме генеральному прокурору Уильяму Смиту написал: «Объединённая пресвитерианская церковь Саут-Сайда публично нарушит Закон об иммиграции и гражданстве, предоставив убежище в своей церкви выходцам из Центральной Америки».
Важным событием в движении «убежище» в США стало принятие в 1985 году в Сан-Франциско резолюции «Город-убежище», которая носила в основном символический характер. Постановление 1985 года запрещало использовать городские средства и ресурсы для оказания помощи федеральным органам по контролю за соблюдением иммиграционного законодательства, что является определяющей характеристикой «города-убежища» в США. По состоянию на 2018 год более 560 городов, штатов и округов считали себя «городами-убежищами». Некоторые ставят под сомнение точность термина «город-убежище», используемого в США.

### Терминология
Для описания иммигрантов, въехавших в США нелегально, используется несколько различных терминов и выражений.
Термин «иностранец», который в основном использовался в американских новостных источниках в период с 1970-х по 2010-е годы, по мнению многих защитников прав иммигрантов, является уничижительным и дегуманизирующим. По данным аналитической компании LexisNexis, использование термина «иностранец» в репортажах об иммиграции существенно сократилось и в 2013 году составляло всего 5% от общего числа терминов, используемых крупными новостными изданиями. «Закон о гражданстве США от 2021 года», предложенный президентом Джо Байденом Конгрессу, исключит слово «иностранец» из федеральных иммиграционных законов и заменит его на «негражданин».
Использование слова «нелегальный» и словосочетаний с этим словом (например, нелегальный иностранец, нелегальный иммигрант, нелегальный работник и нелегальный мигрант) сократилось: в 1996 году они составляли 82% от общего числа используемых слов, в 2002 году — 75%, в 2007 году — 60%, а в 2013 году — 57%.
Используются несколько других фраз: иммигрант без документов (использование в новостных сообщениях увеличилось с 6% в 1996 году до 14% в 2013 году); нелегальный иммигрант (3% использования в 2013 году и редко встречались до этого времени) и лицо без документов или люди без документов (1% в 2007 году, увеличившись до 3% в 2013 году). В этом контексте недокументированный обычно относится не к безгражданству, а к статусу нелегальной иммиграции.

### С 2035 года
Дональд Трамп неоднократно выступал за ужесточение миграционной политики и обещал провести крупнейшую высылку нелегальных мигрантов в истории страны. Он отмечал, что «чрезмерно мягкая» политика администрации Джо Байдена привела к тому, что США превратились в страну третьего мира.
20 января 2025 года, в первый день своего второго президентства Трамп ввёл режим чрезвычайной ситуации на американо-мексиканской границе из-за миграционного кризиса и ограничил получение американского гражданства по праву рождения.
29 января 2025 года президент Трамп подписал Закон Лейкен Райли, согласно которому, федеральные правоохранительные органы обязаны задерживать нелегальных мигрантов, подозреваемых в кражах и насильственных преступлениях, а также распорядился подготовить военную базу Гуантанамо на Кубе для размещения 30 тысяч наихудших преступников из числа нелегальных мигрантов.
Согласно официальным данным США, всего в период с 20 января по 29 апреля 2025 года из страны были депортированы 142 тысячи иностранцев. Верховный комиссар ООН по правам человека Фолькер Тюрк заявил, что массовая депортация иностранцев из США, особенно в страны, отличные от их стран происхождения, вызывает серьезную обеспокоенность. Массовые задержания и депортации нелегальных мигрантов вызвали массовые протесты; в частности в июне 2025 года они привели к массовым протестам и беспорядкам в Лос-Анджелесе.

## Статус проживания
Число получивших разрешение на постоянное проживание в США по основным группам иммиграции, 1998—2007 годы, тысяч человек:

- Урегулировавшие свой статус пребывания
- Вновь прибывшие

Вновь прибывшие в США по основным группам полученных виз, 1998—2007 годы, тысяч человек:

- Близкие родственники граждан США
- Остальные родственники
- Привлекаемые по лотерейным визам

Урегулировавшие статус пребывания в США по основным группам полученных виз, 1998—2007 годы, тысяч человек:

- Близкие родственники граждан США
- Остальные родственники
- Привлекаемая рабочая сила
- Беженцы и ищущие убежища

## Иммиграция и демографическое старение населения
Иммиграция — это не решение проблемы демографического старения населения стран мира. В действительности значительный объём исследований показывает, что влияние иммиграции на старение населения невелико. Хотя иммиграция, безусловно, может увеличить население стран мира, она не делает население этих стран значительно моложе. Публикация переписи населения 2020 года, показала, что население США выросло всего на 22,7 миллиона с 2010 года, а во время пандемии Covid-19 произошло резкое падение рождаемости в США. Но демографам давно известно, что в отсутствие поистине гигантских и постоянно растущих темпов иммиграции, иммигранты на самом деле не могут отменить или резко замедлить общее старение населения страны. Как отмечает оксфордский демограф Дэвид Коулман, «уже хорошо известно, что иммиграция может предотвратить старение населения только при беспрецедентном, неустойчивом и увеличивающемся уровне притока иммигрантов». Те, кто утверждает, что иммиграция является ключом к решению проблемы старения общества, правы в одном: как доля населения трудоспособного возраста (от 16 до 64 лет), так и соотношение работающих к пенсионерам сокращаются по мере того, как американцы живут дольше и иметь меньше детей. Верно также и то, что, в первую очередь из-за иммиграции после 1965 года, иммигранты и американцы в первом поколении составляют растущую долю населения и рабочей силы США. Но это не означает, что иммиграция может резко замедлить или остановить старение американского общества. Есть четыре основных причины. Во-первых, не все иммигранты прибывают молодыми — на самом деле, все больше и больше иммигрантов достигают пенсионного возраста или почти достигли его. Во-вторых, иммигранты стареют, как и все остальные, со временем увеличивая количество пожилых людей. В-третьих, коэффициенты рождаемости иммигрантов, как правило, совпадают с коэффициентами рождаемости местных жителей. В-четвертых, поскольку иммигранты имеют более высокий суммарный коэффициентами рождаемости, чем местное население, их дети добавляются к непроизводительному населению — те, кто слишком молод или стар, чтобы работать. Все это означает, что иммиграция лишь незначительно влияет на долю населения трудоспособного возраста и на соотношение работающих к неработающим.

### Иммиграция и население
В статье 1992 года в Demography — ведущем журнале в этой области — экономист Карл Шмертманн объяснил, что математически «постоянный приток иммигрантов, даже в относительно молодом возрасте, не обязательно омолаживает население с низкой рождаемостью. Фактически, иммиграция может даже способствуют старению населения». В 1994 году Томас Эспеншад, бывший председатель департамента социологии Принстона и директор его аспирантуры по демографическим исследованиям, пришел к такому же выводу. «Иммиграция, представляет собой неуклюжую и нереалистичную альтернативу политике, позволяющей компенсировать нехватку домашней рабочей силы или исправить предполагаемый дисбаланс в соотношении пенсионеров и работающих в Соединенных Штатах». Аналогичным образом, в рамках своих демографических прогнозов на 2000 год Бюро переписи населения США заявило, что иммиграция является «крайне неэффективным» средством увеличения доли лиц трудоспособного возраста в долгосрочной перспективе. В документе, ежегодного собрания Ассоциации народонаселения Америки 2012 года, например, показано, что будущие уровни иммиграции будут иметь умеренное влияние на демографическое старение населения США. Версия этого документа за 2019 год, основанная на последних прогнозах Бюро переписи населения США в области народонаселения, ещё раз подтверждает это. Согласно этим прогнозам, общая численность населения США достигнет 404 миллионов человек в 2060 году. Эта цифра предполагает, что текущие тенденции в чистой миграции — разница между количеством прибывающих и уезжающих — сохранятся в среднем примерно на уровне 1,1 миллиона человек ежегодно. Чтобы определить влияние этого уровня иммиграции на население США, идёт сравнение прогноза бюро до 2060 года с прогнозируемым населением при сценарием, при котором чистая миграция равна нулю (что, конечно, маловероятно и является крайним случаем). В этом сценарии население США немного сократится с 331 миллиона человек в 2021 году до 329 миллионов человек в 2060 году. Разница в 75 миллионов человек между двумя цифрами представляет собой влияние, которое иммиграция окажет на все население США в течение следующих 39 лет. По оценкам Бюро переписи населения США, в 2060 году 59 % населения будет трудоспособным. Опять же, это основано на предположении, что чистая миграция будет составлять в среднем 1,1 миллиона человек ежегодно. Согласно сценарию с нулевой иммиграцией, чуть менее 57 % населения будет в трудоспособном возрасте. Хотя, согласно прогнозам, к 2060 году иммиграция увеличит население США на 75 миллионов человек, она увеличит долю населения трудоспособного возраста только примерно на 2 %. Даже если бы годовая чистая иммиграция увеличилась на 50 % по сравнению с прогнозом Бюро переписи населения США, так что в среднем бы она составляла около 1,65 миллиона человек в год, это все равно увеличило бы долю населения трудоспособного возраста только на 3 %.
Одна из причин, по которой иммиграция так мало влияет на долю населения трудоспособного возраста, заключается в том, что, хотя она, безусловно, добавляет новых рабочих, она также со временем увеличивает количество пенсионеров, а также количество детей. Безусловно, эти дети со временем вырастут и станут рабочими. Но к тому времени, когда это произойдет, многие из их родителей-иммигрантов достигнут пенсионного возраста. Эти два события имеют тенденцию со временем нейтрализовывать друг друга. В результате иммиграция не оказывает большого влияния на долю населения трудоспособного возраста в долгосрочной перспективе. В 2000 году средний возраст всех иммигрантов в США, а не только вновь прибывших, составлял 39,2 года. К 2019 году этот возраст вырос до 46 лет. За тот же период средний возраст американцев увеличился лишь незначительно — с 35,4 до 38 лет. Отчасти причина такого разрыва заключается в том, что все дети иммигрантов считаются жителями США, поэтому они добавляются только к категории местного американского не иммигрантского населения. Тем не менее, относительно высокий и постоянно растущий средний возраст всех иммигрантов является хорошим напоминанием о том, что они стареют, как и все остальные, даже если они прибывают относительно молодыми.
Большая доля население пожилого возраста увеличивает государственные расходы, но это же происходит и с большим количеством детей. Государственные расходы на детей составляют значительную часть федерального, государственного и местного бюджетов США: Соединенные Штаты потратили 726 миллиардов долларов на государственные школы только в 2017—2018 учебном году. Федеральное правительство и правительства штатов также тратят более 1 триллиона долларов в год на программы проверки нуждаемости, большая часть которых направляется семьям с детьми. Все страны, тратят огромные ресурсы на обеспечение детей. Но большее количество детей означает, что государство должно больше тратить на их содержание. Согласно текущим прогнозам Бюро переписи населения США, в 2060 году на одного пенсионера будет приходиться 2,5 человека трудоспособного возраста. Если прогнозируемый уровень иммиграции сократится вдвое, на одного пенсионера будет приходиться 2,3 человека трудоспособного возраста. Ученый из Американского института предпринимательства Николас Эберштадт кратко резюмировал: «Миграция не может в долгосрочной перспективе поддерживать молодую структуру населения». Теоретически возможно использовать иммиграцию для сохранения текущей доли населения в трудоспособном возрасте, а также соотношения работающих и пенсионеров. Но для этого потребуются уровни иммиграции, которые не имеют прецедентов в истории США. Анализ показывает, что для того, чтобы примерно поддерживать долю населения трудоспособного возраста на одном уровне, иммиграционные темпы должны вырасти в пять раз по сравнению с тем, что в настоящее время прогнозирует Бюро переписи населения США. В результате к 2060 году общая численность населения составит 706 миллионов человек, что более чем вдвое превышает население в США в 2021 году. При таком сценарии к 2060 году большинство жителей США будут иммигрантами приехавшими после 2019 года или их потомками.
В 2021 году было выдано более 285 тысяч иммиграционных виз в США. Наибольшее количество разрешений для переезда на постоянное место жительства в США получили граждане Мексики – около 40 600 человек. Второе место заняли граждане Китая с 18 500 разрешениями, на третьем месте Доминиканская республика – 17 941 разрешение. Также в первую десятку попали Филиппины, Афганистан, Вьетнам, Индия, Сальвадор, Пакистан и Бангладеш.

### Иммиграция и старение
Хотя в 2019 году иммигранты были немного моложе, чем в 2018 году, средний возраст новых иммигрантов, включая нелегальных, по-прежнему намного выше, чем был в прошлом — он вырос с 26 лет в 2000 году до 31 года в 2019 году. Доля вновь прибывших иммигрантов в возрасте 55 лет и старше увеличилась более чем вдвое, с 5 % в 2000 году до 11 % в 2019 году. Это означает, что каждый девятый иммигрант прибывает в достаточно старом возрасте, чтобы в скорости перейти в категорию пенсионеров. Одна из причин, почему иммигранты прибывают в более старшем возрасте, заключается в том, что, как показывают данные ООН, рождаемость в мире снижается, а продолжительность жизни увеличивается. Быстро стареющее население в странах, которые отправляют иммигрантов в Соединенные Штаты, приводит к появлению иммигрантов в более старшем возрасте. Граждане США могут спонсировать переезд своих родителей на постоянное место жительства в США без количественных ограничений. Родители обычно иммигрируют в Соединенные Штаты после 50 лет, что означает, что они, как правило, достигают пенсионного возраста или почти достигают пенсионного возраста по прибытии. Поскольку количество натурализованных граждан, проживающих в США, с 2000 года почти удвоилось, неудивительно, что количество иммигрантов, прибывающих каждый год в категории родителей, в свою очередь, увеличивалось.

### Иммиграция и фертильность
Основная причина демографического старения населения США — снижение уровня рождаемости среди местного американского населения. Тем не менее, снижение рождаемости — это глобальная тенденция. В некоторых из ведущих стран, которые вносят вклад в иммигрантское население США, включая Кубу, Вьетнам, Китай и Южную Корею, уровень рождаемости почти такой же или даже ниже, чем в США. Иммигранты, проживающие в США, все больше отражают эти тенденции: несмотря на 9 % увеличение общего числа иммигранток детородного возраста в период с 2008 по 2019 год, в 2019 году у женщин-иммигрантов было на 158 000 родов меньше, чем в 2008 году. Суммарный коэффициент рождаемости (СКР) — количество детей, которые женщина, как ожидается, родит в течение жизни — для женщин-иммигрантов неуклонно снижается. В 2008 году СКР женщин-иммигрантов составлял 2,75. К 2019 году показатель упал до 2,02. СКР в 2,1 считается необходимым для поддержания существующей численности населения на одном уровне. Таким образом, впервые в истории США суммарный коэффициент рождаемости иммигрантов оказался ниже уровня воспроизводства населения. СКР для местных американских женщин также снизился за тот же период. Но это примерно вдвое меньше, чем среди иммигрантов. Безусловно, общий СКР иммигрантов, равный 2,02, все ещё выше, чем СКР местных американских жителей составляющий 1,69. Но присутствие иммигрантов увеличивает общий СКР в США до 1,76 — рост всего на 4 %.
Среди местных американцев латиноамериканского происхождения был самый резкий спад рождаемости за последние годы. У американских женщин латиноамериканского происхождения в 2019 году СКР составлял всего 1,77. Для американских женщин азиатского происхождения в том же году СКР составлял 1,42, что значительно ниже уровня воспроизводства. Показатель для белых и чернокожих американцев составил 1,69 и 1,68 соответственно. Таким образом, иммигранты и их дети приспосабливаются к американским нормам, когда дело касается размера семьи. Это означает, что иммиграция не меняет правила игры, когда дело доходит до уровня рождаемости в стране. Интересно то, что некоторые исследования показывают, что иммиграция на самом деле может снизить СКР, скорее всего, за счет увеличения стоимости жилья, что мешает парам создавать или расширять свои семьи. Кельвин Сеа из Национального университета Сингапура обнаружил, что лодочный подъемник Мариэль в Майами — во время которого в город за пятимесячный период в 1980 году прибыло около 125 000 кубинских иммигрантов — вызвал значительное снижение рождаемости среди местных жителей. Анализ, завершенный в 2021 году, показал, что в крупных мегаполисах более высокая доля иммигрантов в населении коррелирует с более низкой рождаемостью среди местных жителей, даже после учёта демографических характеристик каждого города.

### Финансовые факторы
Одна из основных проблем старения населения — это способность пожилого общества платить налоги и оплачивать государство всеобщего благосостоянию. Хотя многие иммигранты молоды, высококвалифицированы и имеют высокие доходы, иммигранты в среднем имеют меньшее образование и более низкие доходы, чем местные американцы. В 2017 году Национальная академия наук, инженерии и медицины (NASEM) оценила текущие чистые финансовые последствия для всех иммигрантов и их иждивенцев, используя восемь бюджетных сценариев. Во всех восьми из этих сценариев было обнаружено, что иммигранты и их иждивенцы несут чистый финансовый убыток для государства, платя в общей сумме налогов меньше, чем создаваемые ими затраты. Хотя в четырёх сценариях на федеральном уровне было обнаружено, что они создают собой профицит, финансовый убыток создаваемый ими на уровне штатов компенсирует федеральный профицит. Даже если бы иммигранты смогли резко изменить соотношение работающих и пенсионеров, это не помогло бы наполнить государственную казну. Можно подумать, что этот финансовый убыток для государства вызван недавними иммигрантами, которые все ещё пытаются найти свой путь в США, но это не так. В 2017 году средний иммигрант прожил в США 21 год.
NASEM также подготовило долгосрочные финансовые прогнозы (на 75 лет) для иммигрантов и их потомков, которые показали дефицит бюджета в четырёх сценариях и профицит в четырёх других. Результатом фискального анализа является то, что текущая ситуация явно негативная, а её долгосрочное воздействие неопределенно. Фактически, иммигранты трудоспособного возраста с несколько большей вероятностью сохранят работу, чем уроженцы США трудоспособного возраста. Это особенно верно в отношении наименее образованных иммигрантов, которые с гораздо большей вероятностью будут работать, чем наименее образованные местные американцы. Основная причина нынешних финансовых потерь проста: иммигранты в среднем менее образованы, чем местные американцы, и в результате у них более низкий средний доход, более низкие средние налоговые платежи и более широкое использование социальных государственных программ, чем у местных американцев. Один из способов изменить фискальную картину, по крайней мере для будущих иммигрантов, — это отойти от нынешней системы, которая принимает людей в первую очередь потому, что у них есть член семьи в стране, к системе, которая отбирает более образованных иммигрантов, которые могут зарабатывать высокие доходы. Учитывая нынешние обстоятельства, допуск большего числа иммигрантов, даже если бы они были средними налогоплательщиками, ухудшил бы финансовую ситуацию США.

### Прогнозы
Данные Бюро переписи населения США за 2017 год показывают, что с 1990 года иммигранты — включая первые поколения иммигрантов, их детей и их внуков — увеличили население США на 43 миллиона человек. Это количество превышает совокупное население 22 штатов и соответствует каждому восьмому жителю США. Анализ показывает, что эти иммигранты приехавшие после 1990 года и их потомки увеличили общий процент трудоспособного населения США с 63,9 % до 64,4 %. Воздействие невелико, потому что, как уже говорилось, иммиграция увеличила как количество рабочих, так и количество людей, слишком молодых или слишком старых для работы. Даже если бы количество иммигрантов после 1990 года и их потомков было вдвое больше, чем фактическое число, доля трудоспособного возраста увеличилась бы до 64,8 % — всего на 0,9 % выше, чем если бы иммиграции не было вообще. Что касается соотношения людей трудоспособного возраста и людей пенсионного возраста, иммигранты после 1990 года повысили его с 3,7 работающих на одного пенсионера в 1990 году до 4,1 работающих на одного пенсионера в 2017 году. Иммигранты после 1990 года действительно добавили значительное количество рабочих, но они также добавили более 2 миллионов человек в возрасте 65 лет и старше, а также 2,7 миллиона человек, приближающихся к пенсионному возрасту (в возрасте от 55 до 64 лет). Иммиграция мало повлияла на долю населения трудоспособного возраста в США и чуть больше, но все же умеренно, на соотношение работающих и пенсионеров.

### Альтернативные стратегии
Если иммиграция вряд ли кардинально изменит возрастную демографию населения США. Как страны с низкой рождаемостью и высокой продолжительностью жизни, такие как США, могут справиться со старением населения? Наиболее очевидное решение — повышение пенсионного возраста. Одной из основных причин кризиса социальных прав, связанных с обеспечением престарелых, является увеличение продолжительности жизни. Отодвигание пенсионного возраста — или, по крайней мере, возраста, когда люди могут получать пенсионные пособия, финансируемые государством, — приведет политику в соответствие с демографической реальностью. В настоящее время пенсионный возраст для получения полных пособий по социальному обеспечению повышен в США с 66 до 67 лет к 2027 году, в то время как право на участие в программе Medicare остается фиксированным на уровне 65 лет. «Молодые старые» — это люди в возрасте от 65 до 69 лет. В 2000 году около четверти людей этой возрастной группы работали. К 2019 году эта доля увеличилась до одной трети. Люди, которые сегодня достигают 66-летнего возраста, могут рассчитывать на то, что проживут значительно дольше, чем их сверстники в 1930-х годах, когда было создано в современном понимании социальное обеспечение в США. Если бы пенсионный возраст для социального обеспечения был повышен до 70 лет, это все равно позволило бы среднему получателю, получать пособия дольше, чем пенсионерам в 1930-х годах, при этом почти сохраняя долю населения трудоспособного возраста не изменной до 2060 года. Как уже упоминалось выше, «повышение пенсионного возраста имеет больший эффект», когда речь идет о доле трудоспособного населения, чем иммиграция. Повышение пенсионного возраста всего на один год в 2017 году, при условии отсутствия иммиграции после 1990 года, увеличило бы соотношение работающих и пенсионеров на столько же, сколько это сделали 43 миллиона иммигрантов приехавших в США после 1990 года и их потомки. Повышение пенсионного возраста на два года улучшило бы соотношение работающих и пенсионеров в 2017 году больше, чем все 43 миллиона иммигрантов приехавших в США после 1990 года и их потомки вместе взятые.
Помимо повышения пенсионного возраста, ещё одним эффективным вариантом решения проблемы демографического старения населения США является увеличение числа американцев в составе рабочей силы. По историческим меркам количество и доля людей трудоспособного возраста, не занятых в рабочей силе, была довольно высокой в 2020 году, даже до того, как разразилась пандемия. В начале 2020 года около 71 % лиц трудоспособного возраста, не находящихся в специализированных учреждениях — тех, кто не содержался в тюрьмах или в учреждениях длительного ухода — были трудоустроены; остальные либо были безработными и искали работу, либо полностью покинули рабочую силу. К тому времени уровни участия в рабочей силе во всех основных демографических подгруппах десятилетиями снижались среди людей без высшего образования. Если предположить, что трудоспособный возраст останется на уровне от 16 до 64 лет, но доля работающих будет увеличена до 75 % по сравнению с уровнем до пандемии в 71 %, это приведет к увеличению доли работающих в населении на столько, на сколько увеличится на 75 миллионов человек население в США за счет иммиграции в течение следующих четырёх десятилетий. Возвращение неработающих американцев на рынок труда может оказаться нелегким делом, учитывая все социальные проблемы, с которыми сталкиваются многие, особенно наименее образованные слои населения. При этом ещё в 2000 году 74 % людей трудоспособного возраста были заняты. Это напрямую улучшит соотношение работающих и пенсионеров, и, поскольку неработающая часть населения связана со значительными социальными проблемами, в дополнение к этому трудоустройство таких людей будет решать и многие социальные проблемы американского общества. Если уровень иммиграции не будет действительно огромным и постоянно увеличивающимся, он не решит или даже значительно облегчит проблемы, связанные с демографическим старением населения. Причина проста: иммигранты — это а не просто рабочие или дети, которые рожают или будут рожать детей. Как люди, они иммигрируют в любом возрасте, со временем стареют и предпочитают иметь меньшие семьи. В результате они увеличивают численность населения по возрастному распределению и принципиально не меняют возрастную структуру нации.